# Église Saint-Sébastien de Bétheny
L'église de Bétheny est un monument historique classé en 1920 se trouvant au centre du village de Bétheny, en France. Elle est dédiée au culte catholique. 

## Historique
L'église dédiée à saint Sébastien, fait partie des monuments classés monument historique par arrêté de 1920, elle fut en grande partie reconstruite après les destructions dues à la Première Guerre mondiale.

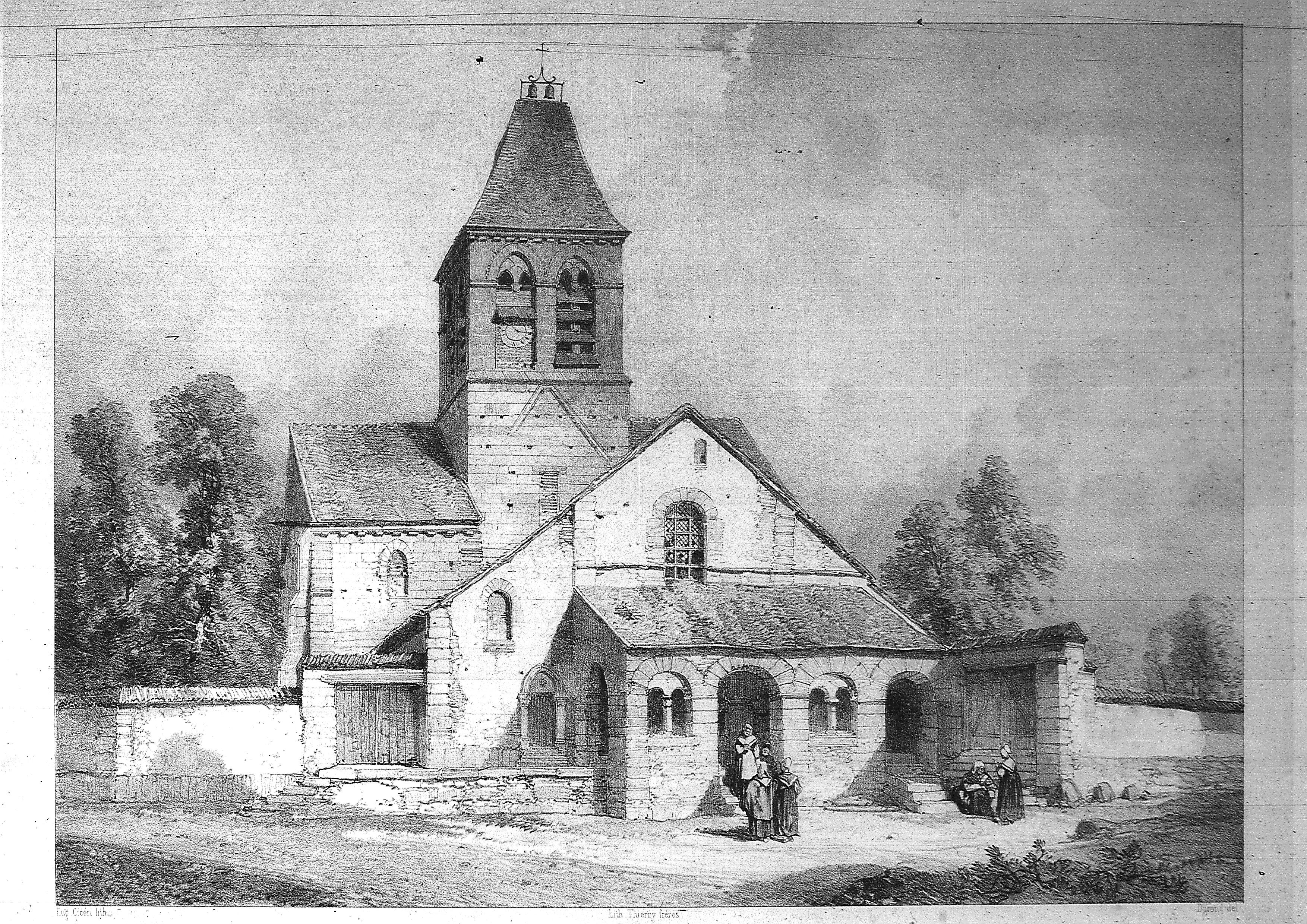
L'église vue au XIXe siècle.
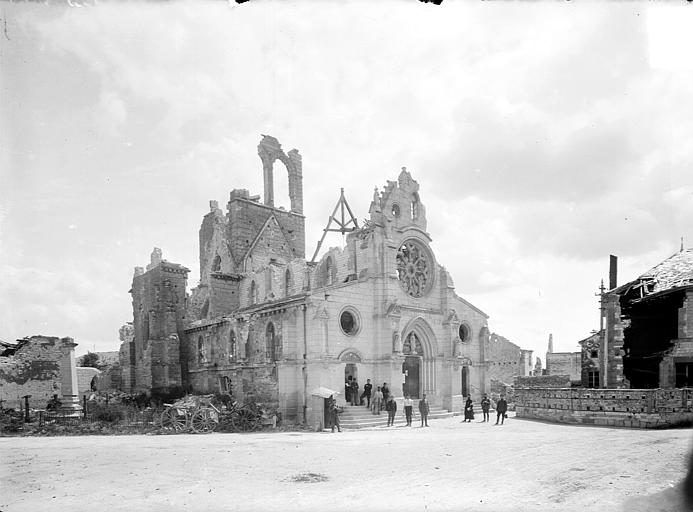
En 1915 photographe : Max Sainsaulieu.
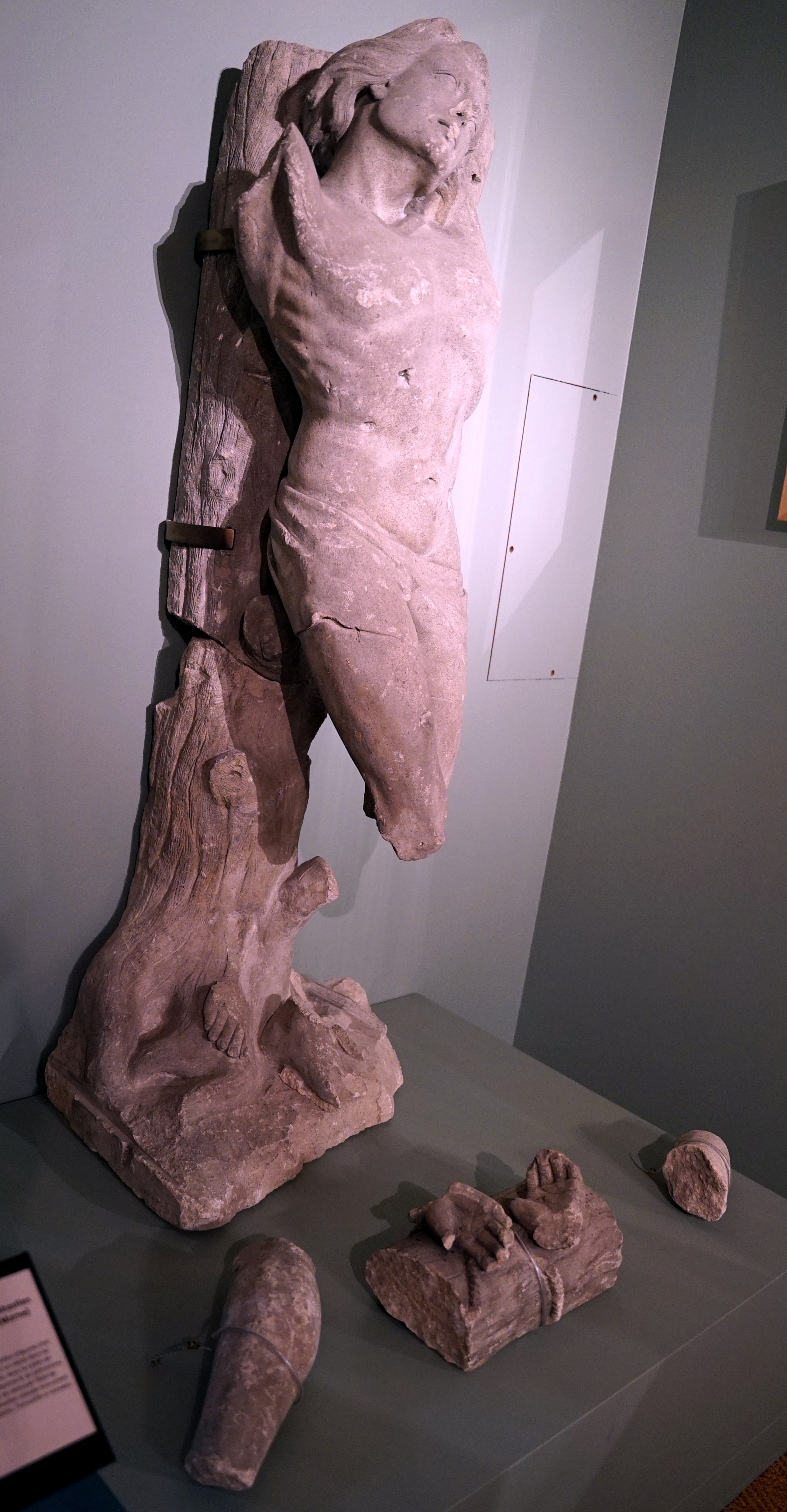
Son saint Sébastien conservé au Petit Palais.
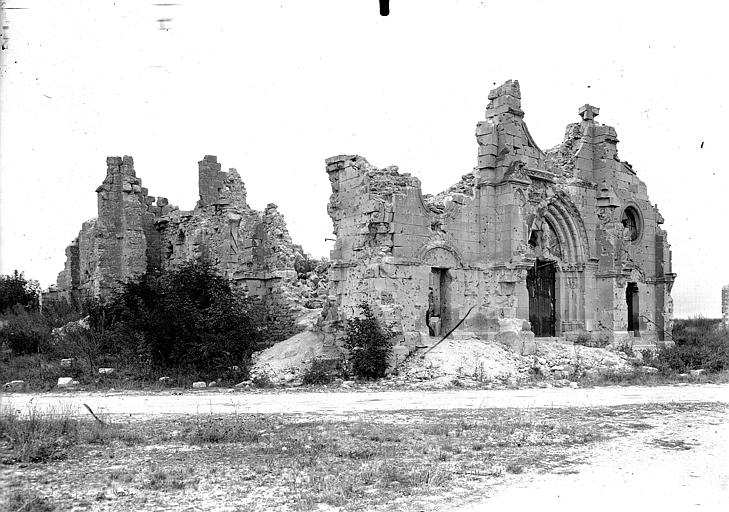
En 1920.
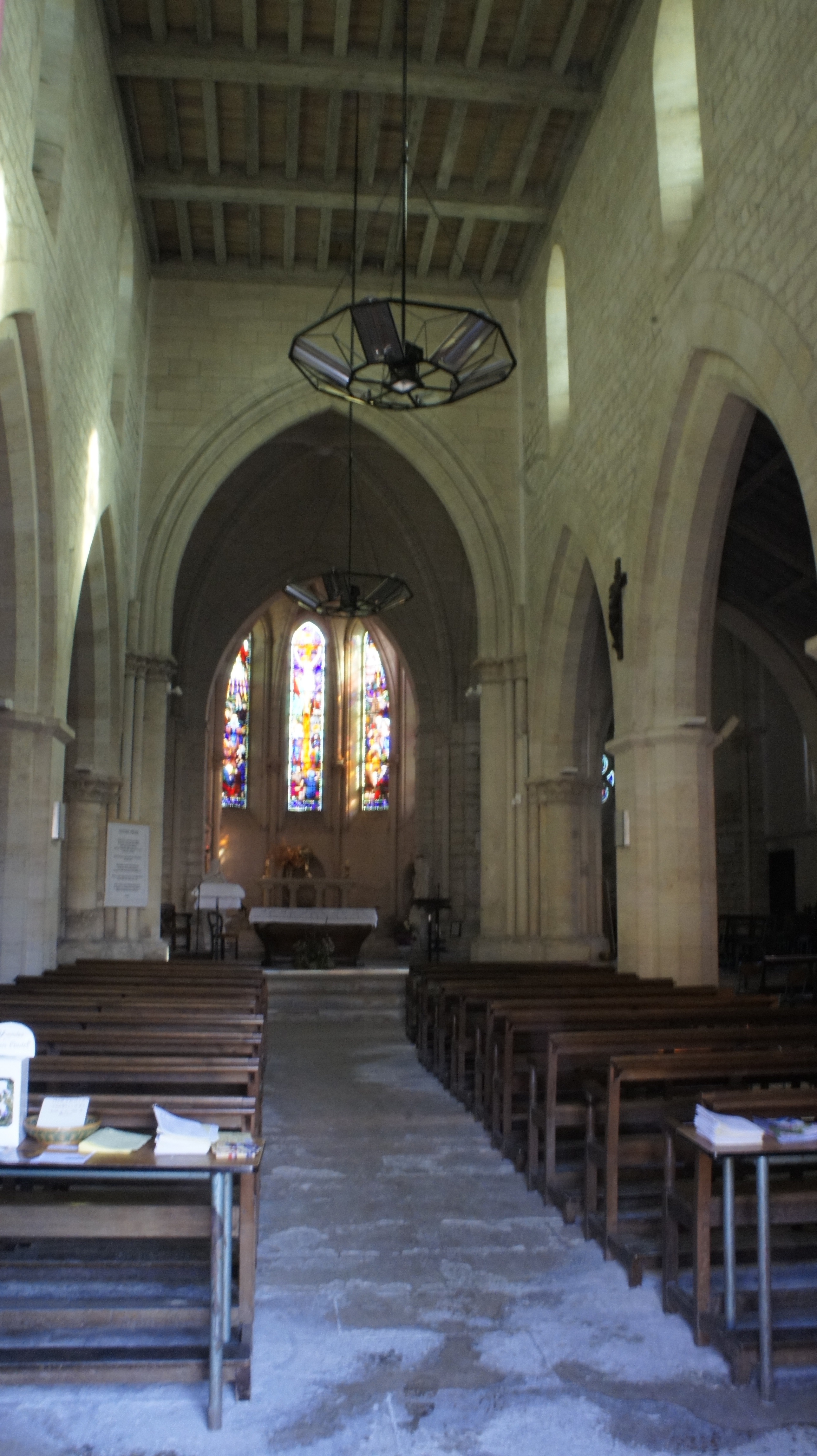
La nef et le chœur.
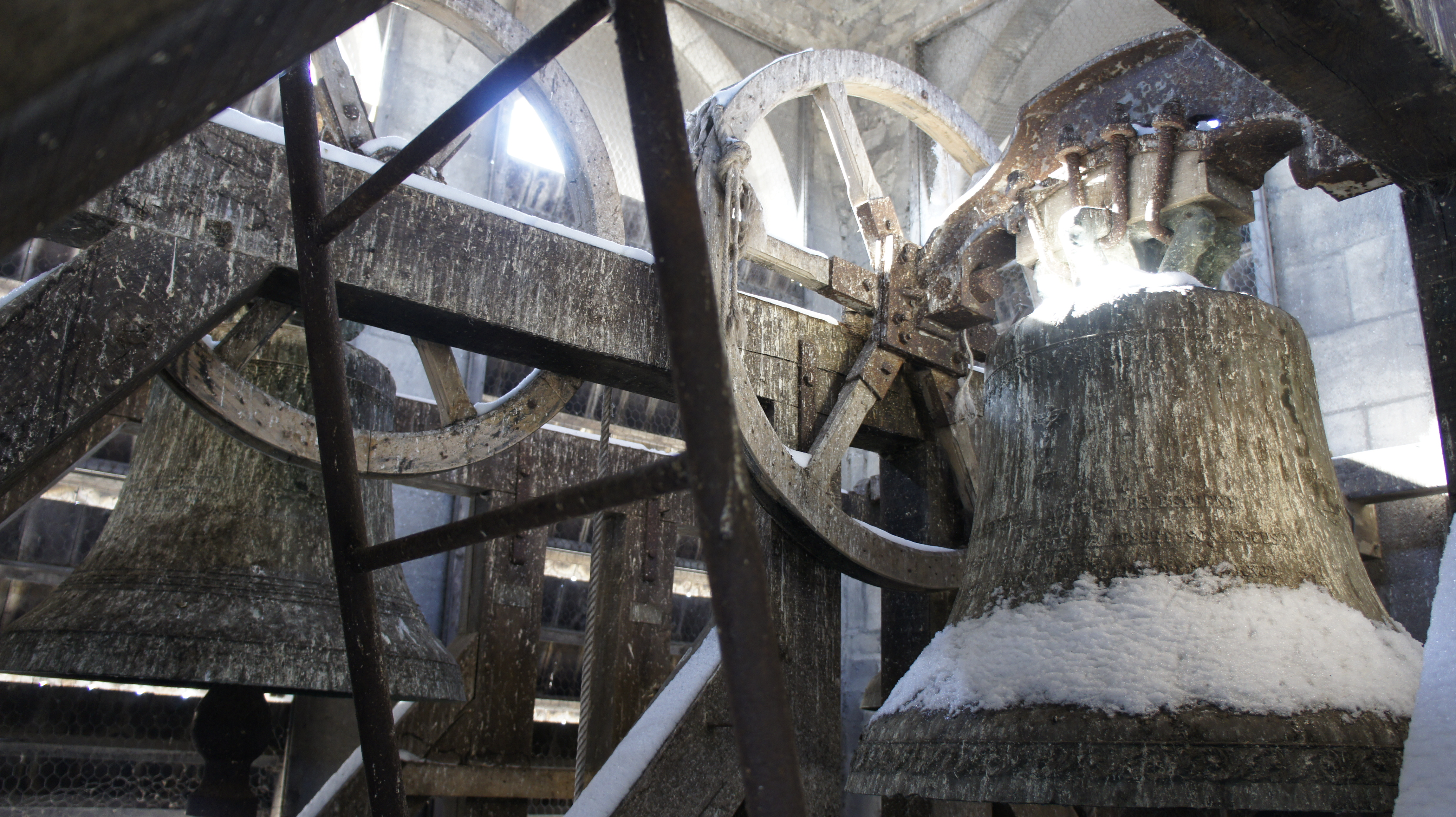
détail du clocher.